# Guy Belletante
Pas d'image ? Cliquez ici

a Compétitions nationales et continentales officielles uniquement.

b Matchs officiels uniquement.
Guy Belletante, né le 13 mars 1927 à Périgueux et mort le 24 septembre 2010 à Saint-Martin-d'Hères, est un ancien joueur français de rugby à XV.

## Biographie
Guy Belletante a joué avec l'équipe de France, le Stade nantais UC et le FC Grenoble, au poste de trois-quarts centre (1,75 m pour 82 kg). 

## Carrière

### Clubs successifs
- CA Périgueux
- Stade nantais UC
- FC Grenoble

### En équipe de France
Il a disputé son premier test match le 27 janvier 1951 contre l'équipe d'Irlande et le dernier contre l'équipe du Pays de Galles, le 7 avril 1951, alors qu'il évoluait sous les couleurs nantaises.

## Palmarès

### En club
- Champion de France en 1954 (avec le FC Grenoble, capitaine de l'équipe).

### En équipe de France
- 3 sélections (en 1951)
- Tournoi des Cinq Nations disputé : 1951
- Première victoire de la France à Twickenham contre les Anglais